# Pèse-personne
 (avril 2024).
Si vous disposez d'ouvrages ou d'articles de référence ou si vous connaissez des sites web de qualité traitant du thème abordé ici, merci de compléter l'article en donnant les références utiles à sa vérifiabilité et en les liant à la section « Notes et références ».

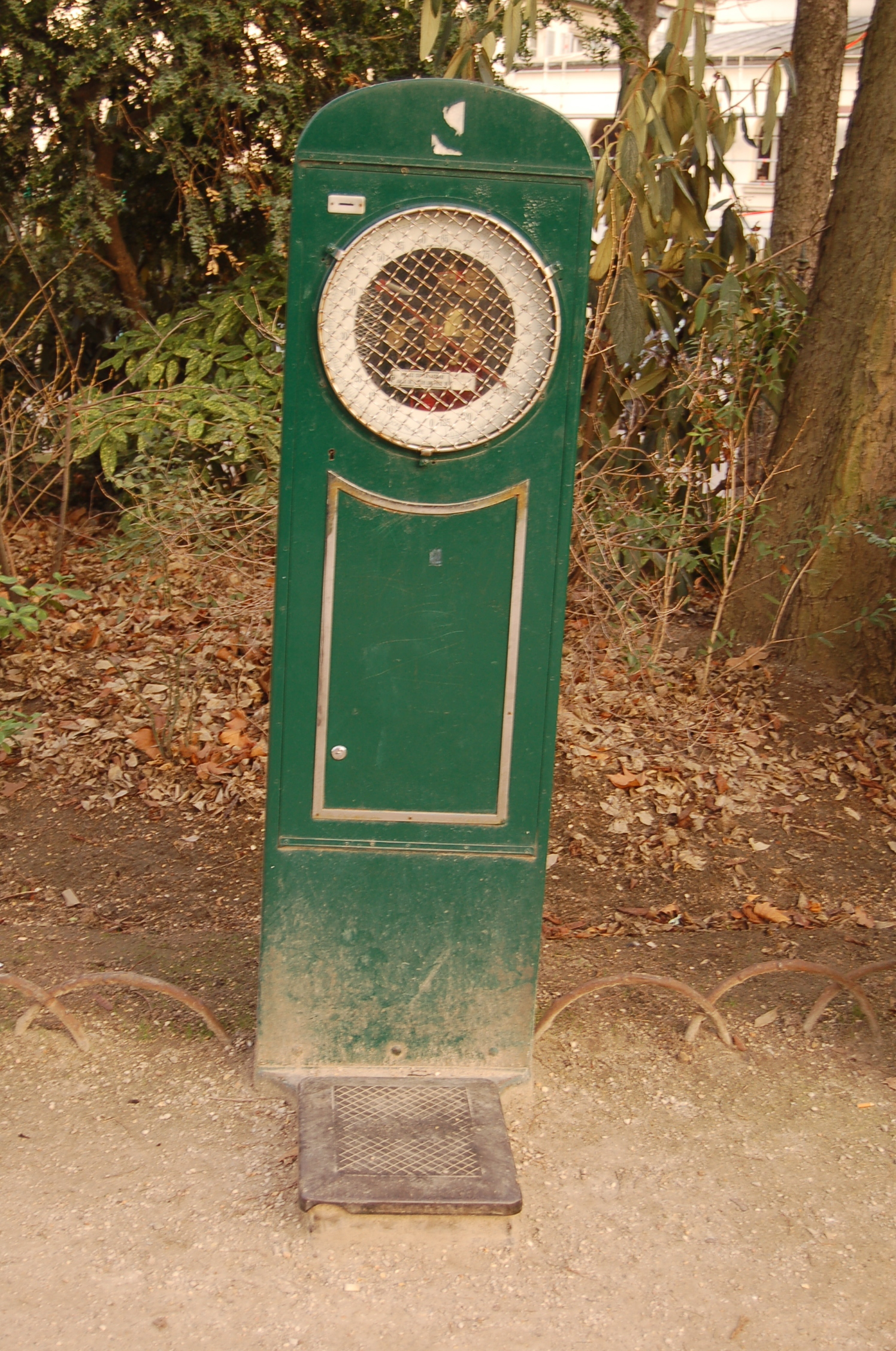
Pèse-personne public dans le Square des Batignolles

Un pèse-personne, aussi appelé balance, balance à bascule ou bascule, est un type de balance destiné à indiquer la masse d'une personne debout, immobile sur un plateau.

## Historique
Les systèmes plus anciens fonctionnaient sur le principe du moment des forces : on déterminait la masse en faisant coulisser un contre-poids le long d'une barre, jusqu'à ce que la barre soit horizontale. Le principe est identique à la balance romaine. Dans la mesure où le système de contre-poids compare la masse à mesurer à une masse de référence, il mesure bien une masse et non un poids : sa mesure reste valide même si la gravité change. Cet avantage, perdu dans les modèles plus récents, est largement compensé par la facilité d'utilisation : leur capacité à fonctionner sur une autre planète n'a jamais vraiment été exploitée[réf. nécessaire].

## Versions modernes
Les pèse-personne modernes sont en réalité des dynamomètres : ils mesurent le poids d'une personne qu'ils affichent, pourtant, en unité de masse (kilogramme, stones ou livres...) : cette approximation est suffisante dans la plupart des cas, étant donné que la gravité ne varie pas de plus de 0,5 % sur la surface terrestre.
Pour la pesée des nourrissons, les pèse-bébés sont adaptés à des masses plus petites et permettent une mesure en position couchée[réf. nécessaire].
Il existe plusieurs systèmes. Les modèles courants à aiguilles fonctionnent grâce à un ressort : plus le poids est important, plus le ressort se déforme, ce qui fait bouger une aiguille ou tourner un cadran. La force du ressort est adaptée au poids d'un adulte et la précision de l'affichage diminue au fur et à mesure que l'on s'éloigne du poids moyen d'un humain.
La majorité des modèles récents sont à affichage numérique et utilisent la piézoélectricité[réf. nécessaire].

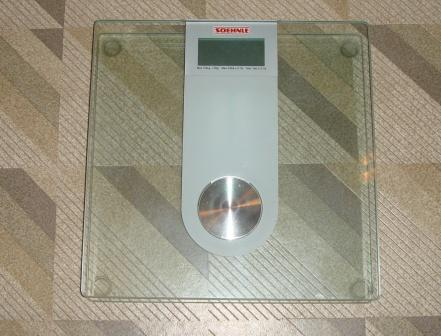
Pèse-personne électronique

Il existe des modèles combinant une mesure d'impédance du corps afin d'estimer l'indice de masse grasse de l'utilisateur. On peut aussi connaître le taux hydrique et le pourcentage de muscle[réf. nécessaire].
Certains modèles se connectent à Internet ou au réseau local du logis pour transmettre les informations à son ordinateur principal, son serveur de stockage en réseau ou sur les smartphones et tablettes. Ils sont parfois alors employé dans la télémédecine dans le cadre, par exemple, de la surveillance d'une insuffisance cardiaque.